# سیندال
سیندال (به لاتین: Sindal) یک منطقهٔ مسکونی در دانمارک است که در Hjørring Municipality واقع شده‌است. سیندال ۲٫۸۱ کیلومتر مربع مساحت و ۳٬۰۵۷ نفر جمعیت دارد.